# مخطط توزيع الأحرف
مخطط توزيع الأحرف (بالإنجليزية: Character Map)‏ هو برنامج حاسوبي يُـشَغّل على أنظمة التشغيل ويندوز، وماك أوس، ولينكس، ويحتوي على الخطوط المثبتة على جهاز الحاسوب وعلى كمية كبيرة من الأحرف والأشكال والرموز غير الموجودة على لوحة المفاتيح، ويمكن الاستعانة بهذه الأشكال والرموز في التصاميم أو في كتابة البحوث والمواضيع بشكل يجعل من ما تكتبه أو تصممه ذي جودة عالية.

## الاستخدام

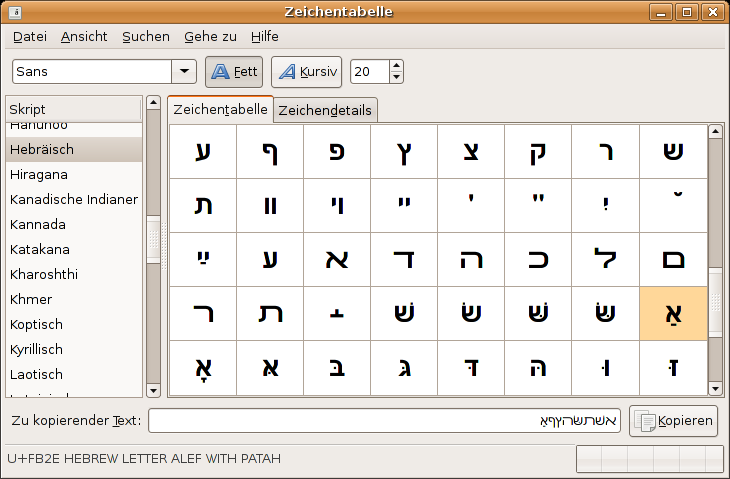
برنامج مخطط توزيع الأحرف على نظام التشغيل لينكس

ومن أجل استخدام برنامج مخطط توزيع الأحرف، فيجب تحديد الخط المطلوب من قائمة الخطوط، وستظهر كل الرموز أو الأحرف أو الأشكال في مربعات صغيرة، وبعدها يضغط بواسطة الفأرة على أي مربع والذي يظهر صورة الرمز بشكل مكبر، ويمكن الضغط على الرمز مرتين ليتم نسخ الرمز أو الضغط على زر تحديد ثم زر نسخ، وبعدها يمكنك الذهاب إلى أي برنامج أوصفحة والضغط على زر لصق أو Ctrl+V (نظام التشغيل ويندوز) ليتم لصق هذا الرمز في المكان المطلوب.